# EmmE
L'EmmE è un formato cinematografico creato nel 1967 dalla San Paolo Film e derivato dall'8 millimetri. D'accordo con la Fumeo e la Microtecnica che ne costruirono i proiettori dedicati, nacque l'8mm. Mauer. Si trattava di un formato che, a differenza del normale 8 mm, aveva la pista audio ottica anziché magnetica. Per far posto alla pista ottica che aveva una larghezza superiore a quella magnetica si optò per una riduzione in larghezza della normale perforazione, mentre il passo rimase identico. La Sampaolo film realizzò un centinaio di titoli nel formato Mauer che noleggiò alle parrocchie come già avveniva per il formato 16mm ma con costi più contenuti. Ebbe una vita breve, e venne accantonato dalle sale parrocchiali a cui era destinato che tornarono all'uso del 16mm.